# Saint-Agnan (Yonne)
Saint-Agnan és un municipi francès, situat al departament del Yonne i a la regió de Borgonya - Franc Comtat. L'any 2007 tenia 893 habitants.

## Demografia

### Població
El 2007 la població de fet de Saint-Agnan era de 893 persones. Hi havia 296 famílies, de les quals 39 eren unipersonals (8 homes vivint sols i 31 dones vivint soles), 83 parelles sense fills, 154 parelles amb fills i 20 famílies monoparentals amb fills.
La població ha evolucionat segons el següent gràfic:
Habitants censats

### Habitatges
El 2007 hi havia 347 habitatges, 295 eren l'habitatge principal de la família, 29 eren segones residències i 23 estaven desocupats. 343 eren cases i 4 eren apartaments. Dels 295 habitatges principals, 277 estaven ocupats pels seus propietaris i 18 estaven llogats i ocupats pels llogaters; 11 tenien dues cambres, 36 en tenien tres, 78 en tenien quatre i 170 en tenien cinc o més. 246 habitatges disposaven pel capbaix d'una plaça de pàrquing. A 93 habitatges hi havia un automòbil i a 188 n'hi havia dos o més.

### Piràmide de població
La piràmide de població per edats i sexe el 2009 era:
| Homes | Edats   | Dones |
| ----- | ------- | ----- |
| 0     | 95 o +  | 4     |
| 4     | 90 a 94 | 4     |
| 4     | 85 a 89 | 16    |
| 0     | 80 a 84 | 0     |
| 4     | 75 a 79 | 4     |
| 4     | 70 a 74 | 8     |
| 8     | 65 a 69 | 20    |
| 12    | 60 a 64 | 12    |
| 20    | 55 a 59 | 20    |
| 16    | 50 a 54 | 12    |
| 44    | 45 a 49 | 32    |
| 56    | 40 a 44 | 36    |
| 24    | 35 a 39 | 32    |
| 32    | 30 a 34 | 44    |
| 12    | 25 a 29 | 4     |
| 12    | 20 a 24 | 12    |
| 48    | 15 a 19 | 12    |
| 52    | 10 a 14 | 28    |
| 40    | 5 a 9   | 36    |
| 32    | 0 a 4   | 20    |

## Economia
El 2007 la població en edat de treballar era de 570 persones, 433 eren actives i 137 eren inactives. De les 433 persones actives 390 estaven ocupades (213 homes i 177 dones) i 44 estaven aturades (18 homes i 26 dones). De les 137 persones inactives 50 estaven jubilades, 48 estaven estudiant i 39 estaven classificades com a «altres inactius».

### Ingressos
El 2009 a Saint-Agnan hi havia 313 unitats fiscals que integraven 929 persones, la mediana anual d'ingressos fiscals per persona era de 19.804 €.

### Activitats econòmiques
Dels 20 establiments que hi havia el 2007, 2 eren d'empreses de fabricació de material elèctric, 2 d'empreses de fabricació d'altres productes industrials, 3 d'empreses de construcció, 2 d'empreses de comerç i reparació d'automòbils, 5 d'empreses de transport, 1 d'una empresa d'hostatgeria i restauració, 1 d'una empresa d'informació i comunicació, 3 d'empreses de serveis i 1 d'una entitat de l'administració pública.
Els 2 serveis als particulars que hi havia el 2009 eren electricistes.
L'únic establiment comercial que hi havia el 2009 era una botiga d'electrodomèstics.
L'any 2000 a Saint-Agnan hi havia 5 explotacions agrícoles.

## Equipaments sanitaris i escolars
El 2009 hi havia 1 escola maternal integrada dins d'un grup escolar amb les comunes properes formant una escola dispersa i 1 escola elemental integrada dins d'un grup escolar amb les comunes properes formant una escola dispersa.

## Poblacions més properes
El següent diagrama mostra les poblacions més properes.